# Lepidochitona lirulata
Lepidochitona lirulata är en blötdjursart som först beskrevs av Berry 1963.  Lepidochitona lirulata ingår i släktet Lepidochitona och familjen Ischnochitonidae.
Artens utbredningsområde är Californiaviken. Inga underarter finns listade i Catalogue of Life.